# Kammzug
Als Kammzug bezeichnet man das Endprodukt der Kämmerei, das zum Spinnen von Kammgarnen dient. Der Kammzug ist dabei ein zusammenhängendes, paralleles, verzugfähiges Faserband, bei dem die kurzen Fasern bis ca. 58 mm Länge aus Qualitätsgründen herausgekämmt sind. Als Vigoureux bedruckt, werden Kammzüge zu hochwertigen Melangegarnen verarbeitet.
Qualitätskriterien für einen Woll-Kammzug sind vor allem die regionale Herkunft (z. B. Deutschland, Australien, Südamerika, Südafrika, Neuseeland), die mittlere Faserfeinheit (µ), die Faserstreuung (Hauteur und Barbe des Grobfaseranteils), der Weißgrad, der Farbhaaranteil, die Kräuselung, die Gleichmäßigkeit (CV), der Kurzfaseranteil, der Noppen-, Nissen- und Batzenanteil sowie die Sauberkeit (Vegetabilien, Fremdfasern). Der Kammzug ist die Vorlage für den folgenden Nach-Streckprozess. Je nach Garn- und Qualitätsanforderungen muss das Kammzug-Material nachgekämmt werden.